# Szaki légibázis
A Szaki légibázis (ukránul: авіабаза Саки, magyar átírásban: aviabaza Szaki) katonai repülőtér Ukrajnában, az orosz megszállás alatt lévő Krím nyugati részén, a Fekete-tenger partján, Novofedorivka (korábban Szaki−4) városi jellegű település mellett. A repülőteret 2014-ig az Ukrán Haditengerészeti Légierő üzemeltette és a szaki haditengerészeti repülődandár (napjainkban 10. önálló tengerészeti repülődandár) állomásozott ott. A repülőtér 2014-től az Orosz Haditengerészet ellenőrzése alatt áll és a Szu–24M, Szu–30 és Szu–33 repülőgépekkel felszerelt 43. önálló haditengerészeti csatarepülő ezred állomásozik ott. A repülőtéren található a NITKA elnevezésű, az Admiral Kuznyecov repülőgéphordozó fedélzetét utánzó gyakorlótér, amely a repülőgép-hordozó fedélzetére, illetve az onnan történő le- és felszállás gyakorlására használható.